# 簡優好
簡 優好（かん まさよし、1972年2月25日 - ）は、日本の短距離走の元選手で、400メートル競走に特化していた。千葉市出身。
1993年世界室内陸上競技選手権大会と1995年世界室内陸上競技選手権大会において1600メートルリレー走で銅メダルを獲得した。 
1998年にアジア選手権で銀メダルを獲得し、その後1998年のIAAFワールドカップで1600メートルリレー走のアジア代表として選ばれた。アジアチームのチームメイトには、イブラヒム・イスマイル・ファラージ、スガ・トティラカラトネ、そして日本の田畑健二がいて、6位になった。同年5月、彼は大阪で45.33秒のキャリアベストタイムを記録した。

## 実績
| 年                | 大会                       | 会場                     | 結果              | 種目              | 補足              |
| Representing 日本 | Representing 日本          | Representing 日本        | Representing 日本 | Representing 日本 | Representing 日本 |
| ----------------- | -------------------------- | ------------------------ | ----------------- | ----------------- | ----------------- |
| 1990              | World Junior Championships | ブルガリア、プロヴディフ | 26th (h)          | 400m              | 48.49             |
| 1990              | World Junior Championships | ブルガリア、プロヴディフ | 7th               | 4×400m relay      | 3:07.58           |
| 1998              | Asian Championships        | 日本、福岡市             | 2nd               | 400 m             | 45.64             |